# Honbetsu, Hokkaidō
Honbetsu (本別町 Honbetsu-chō) là thị trấn thuộc huyện Nakagawa, phó tỉnh Tokachi, Hokkaidō, Nhật Bản. Tính đến ngày 1 tháng 10 năm 2020, dân số ước tính thị trấn là 6.618 người và mật độ dân số là 17 người/km2. Tổng diện tích thị trấn là 391,99 km2.